# Аффольтерн-ім-Емменталь
Аффольтерн-ім-Емменталь (нім. Affoltern im Emmental) — громада  в Швейцарії в кантоні Берн, адміністративний округ Емменталь.

## Географія
Громада розташована на відстані близько 26 км на північний схід від Берна.
Аффольтерн-ім-Емменталь має площу 11,5 км², з яких на 7,6% дозволяється будівництво (житлове та будівництво доріг), 72,5% використовуються в сільськогосподарських цілях, 19,8% зайнято лісами, 0,1% не є продуктивними (річки, льодовики або гори).

## Демографія
2019 року в громаді мешкало 1106 осіб (-3,2% порівняно з 2010 роком), іноземців було 4,1%. Густота населення становила 96 осіб/км².
За віковим діапазоном населення розподілялося таким чином: 17,3% — особи молодші 20 років, 60,1% — особи у віці 20—64 років, 22,6% — особи у віці 65 років та старші. Було 517 помешкань (у середньому 2,1 особи в помешканні).
Із загальної кількості 526 працюючих 158 було зайнятих в первинному секторі, 165 — в обробній промисловості, 203 — в галузі послуг.